# 주게무
주게무(일본어: 寿限無, じゅげむ)는 일본의 민담 가운데 하나로서, 일본에서 만담 공연의 한 갈래인 라쿠고에서 가장 유명한 이야기 중 하나이다. 이 이야기는 어이없이 긴 이름이 반복되는 매우 단순한 줄거리를 가지고 있다. 또한 이 민담은 라쿠고 배우들의 연습 시간에 자주 사용된다.

## 줄거리
옛날에 어느 부부가 아이를 갖게 되었다. 하지만 갓 태어난 아이의 이름을 생각할 수 없었기 때문에 그 아버지는 절에 가서 승려에게 길한 이름을 지어달라고 부탁했다. 승려는 주게무로 시작하는 여러 이름을 제안했다. 하지만 그중에서도 아버지는 자신의 아이에게 지어줄 이름을 결정할 수 없었기 때문에, 승려가 그 아이의 이름으로 제안한 모든 이름을 아이에게 붙여주었다.
주게무의 이름 전체는 풀어쓰면 다음과 같다.
주게무 주게무 (寿限無、寿限無)
고코노 스리키레 (五劫の擦り切れ)
카이쟈리스이교 (海砂利水魚の)
스이교마츠 운라이마츠 후라이마츠 (水行末 雲来末 風来末)
쿠우네루토코로니 스무토코로 (食う寝る処に住む処)
야부라코지노 부라코지 (やぶら小路の藪柑子)
파이포파이포 파이포노 슈린간 (パイポパイポ パイポのシューリンガン)
슈린간노 구린다이 (シューリンガンのグーリンダイ)
구린다이노 폼포코피노 폼포코나노 (グーリンダイのポンポコピーのポンポコナーの)
초큐메이노 초스케 (長久命の長助)
이 이야기의 어떤 판에서는, 주게무가 어느날 친구와 싸움을 벌였고, 그 친구는 머리에 큰 충격을 받았다. 이에 대해서 주게무의 부모님에게 가서 울며 말하였다. 하지만 주게무의 모든 이름을 말하는 데 시간이 너무 많이 걸렸기 때문에, 머리를 맞았던 친구가 말을 끝낼 무렵에는 머리에 부딪친 혹이 이미 아물게 되었다.
또 다른 판에서는 주게무가 우물에 빠져 익사했다고 한다. 이 소식을 전해야 하는 모든 사람들은 주게무의 이름 전체를 외우는 데에만 많은 시간을 허비해야했기 때문이었다.
또 다른 판에서 주게무는 호수에 빠졌고, 그의 부모는 주게무를 구하기 위해 겨우겨우 도착했다.

## 이름의 뜻 해석
주게무
수한무, "수명이 무한함"
고코노 스리키레
"다섯 번의 코(劫), (총 200억, (20 × 109) 년) 동안 바위를 문지름"이라는 뜻이다. 일본 불교에서 '코'는 매우 긴 기간이다. 선녀가 3천년에 한 번씩 인간 세계를 방문하여 날개옷과 함께 거대한 바위에 긁힌 자국을 남긴다고 가정한다면, 결국 바위는 아무것도 남지 않고 닳아없어질 것이다. '1코'는 그보다 더 긴 40억년 정도의 시간이다. 승려는 아이가 그렇게 오래 살도록 축복하는 것이다.
카이쟈리스이교
"바다에 있는 자갈과 물에 있는 물고기"라는 뜻이다. 세계에 존재하는 자갈과 물고기의 수는 "수 없이 많다"라는 뜻이 될 수 있으며, 이것은 아이의 행운과 행운의 정도를 나타낸다.
스이교마츠
"결국 어디로든 물은 향한다". 물은 어디로든 자유롭게 흐를 수 있기 때문에 아이는 어디를 가든 끝없는 건강과 행복의 축복을 받는 것을 뜻한다.
운라이마츠
"구름은 어디에서든 생긴다" 구름은 어디서나 나오기 때문에 위와 비슷하다.
후라이마츠
"바람은 어디에서든 생긴다" 위와 비슷하다.
쿠우네루토코로
"먹고 자는 곳". 먹을 것과 잘 수 있는 곳이 모두 있는 것은 행운이라는 뜻이다.
스무토코로
"살 수있는 곳". 위와 같다.
야부라코지노 부라코지
"야부라 오솔길(Yabura Trail)에 있는 자금우(Ardisia japonica) 수풀". 이 식물의 현대 일본어 이름은 '야부코지'(ヤブコウジ)이며 일년 내내 활력이 넘치는 것으로 알려져 있다. "야부라"라는 단어에는 고유한 의미가 없지만 복수형 '라' 접미사를 가진 야부 코지로 추측된다.
파이포, 슈링간, 구린다이, 폼포코피, 폼포코나
이 이름들은 고대 중국의 왕국과 왕실에서 만들어진 이름이다. '파이포'는 슈링간 왕과 그의 여왕 구린다이가 통치한 풍요롭고 평화로운 왕국이었다. 그녀는 폼포코피 공주와 폼포코나 공주를 낳았고 왕족들 모두가 장수를 누렸다는 이야기가 전해진다.
초큐메이
"길고 오래가는 삶".
초스케
"오랫동안 축복 받는다".

## 작품에서의 '주게무'
이 이름을 암송하는 것은 NHK의 어린이 TV 프로그램 〈니혼고데 아소보〉 (일본어와 놀자)의 특징이다.
〈슈퍼 마리오 브라더스〉 비디오 게임 시리즈에서 구름을 타고 거북 몬스터를 떨어뜨리며 공격하는 적 캐릭터 인 "김수한무"(영어 이름: Lakitu)는 게임의 일본어 버전에서 주게무라고 불린다. 비슷한 예시로, 가시거북으로 변하는 거북이를 떨어뜨리는 김수한무는 영어로 "Spiny's Eggs"또는 "Spiny Eggs"로만 언급 됨에도 불구하고 일본에서는 파이포라고 한다. "가봉"이라는 캐릭터가 던지고 뻐끔플라워가 공중에 날린 스파이크 공은 다른 시리즈에서 '슈린간' 이라고 한다. 또한 Lakilester라는 이름의 김수한무는 〈페이퍼 마리오〉의 일본어 버전에서 포코피라는 이름으로 불린다.
주게무의 전체 이름은 일본 록 밴드 KANA-BOON의 〈성자필쇠의 진리, 거절합니다〉 (盛者必衰の理、お断り)"에서도 인용되고 있다.
주게무 (#40)은 비디오 게임 〈스타 오션: 블루 스피어〉에서 표면에 잎 하나가 있는 작은 나뭇가지로 보이는 거대한 지하 괴물이기도 하다.
"주게무-주게무 고코노스리키레 새미 데이비스 주니어 브로일러치킨"은 사사미가 일본 애니메이션 〈마법소녀 프리티사미〉에서 프리티 사미로 변하기 위해 사용하는 주문이다.
〈강철의 연금술사: 브라더후드〉 애니메이션 시리즈의 추가 DVD로 포함된 단편에서, 일명 "스카"로 알려진 캐릭터는 그가 주게무와 자신의 이름을 공유하고 있음을 보여준다. 캐릭터 킹 브래들리 (원래 "로스 (Wrath)"라는 별명만 붙인 브래들리 (Bradley)라는 이름을 채택한 것으로 알려짐)는 그것이 그의 실명이기도 하다는 것을 밝히는 것이다. (브래들리의 성우가 세 번째 "파이포"에서 반복적으로 실수한다). 이들은 전투를 준비하는 동안 스카가 이름을 외우면서 우연히 그의 혀를 깨물기 전까지 계속해서 그렇게 말한다.
〈은혼〉에서 애니메이션에 등장하는 캐릭터로 "주게무 주게무"로 시작하는 원숭이가 있는데, 그 원숭이의 저속한 습관으로 유명하다. 등장인물들은 이 원숭이의 이름에 대해서 타협점을 찾기 위해 주인공은 대변, 특정 종의 물고기 및 오징어에 대한 모욕과 〈파이널 판타지 IV〉 및 일본 록 듀오인 B'z에 대한 언급을 포함하는 매우 긴 이름을 채택했다. 풀네임은 수한무(은혼)이다.
주게무의 전체 이름은 라쿠고 여성 극단을 소재로 한 애니메이션인 〈조시라쿠〉의 엔딩 테마 〈일본소안백경〉(ニッポン笑顔百景)의 가사에 낭송되기도 한다.
서번트 x 서비스의 루시는 주게무 (이와 유사한 기원의 긴 이름을 가짐)와 비슷한 운명을 같이하고 그녀의 이름을 처음 공개했을 때 동료들은 그녀가 "현대의 주게무 주게무"라고 언급한다.
캡콤의 역전재판 6 (2016)에서 사례 4, "역전 연예장"에는 주게무를 비롯한 다양한 라쿠고에 대한 여러 모티브가 포함되어 있다. 재판이 시작될 때 검사 '나유타 사드마디'는 라쿠고에 대한 지식에 대해 질문을 받고 이에 대한 응답으로 주게무를 읽겠다고 제안하였다. '키즈키 코코네'에 의해 중단되기 전에 진행중인 재판에 초점을 맞추기 위해 이야기를 시작한다. 해당 사례에 등장하는 캐릭터인 토네이도 게이루(Geiru Toneido)에게도 이야기의 이름을 딴 "주게무"라는 개가 있다. 게임 후반부에서 게임의 악역 중 하나인 인가 카쿨 쿠라인(Inga Karkhuul Khura'in)이 실제로 주게무-에스케 (Jugemu-esque) 라는 이름을 가지고 있음이 밝혀졌다. 그의 전체 이름은 "인가 카쿨 호콜드 디스나흠 비아니 라우가 오르모 폼푸스 다닛 아레디 이즈 쿠라인 3세"(Inga Karkhuul Haw'kohd Dis'nahm Bi'ahni Lawga Ormo Pohmpus Da'nit Ar'edi Iz Khura'in III)이다. 그의 중간 이름은 "어떻게 이 이름이 이미 있는 것보다 더 길거나 더 화려할 수 있는가?"("How could this name be any longer or more pompous than it already is?")로 발음된다.
쇼와 겐로쿠 라쿠고 신주의 한 에피소드에서 눈에 띄게 다루어진다. 두 명의 주인공이 아들이 다니는 유치원에서 공연을 한다.
하츠네 미쿠: 프로젝트 DIVA 아케이드, 미쿠 플릭/02, 하츠네 미쿠: 프로젝트 DIVA 퓨처 톤, "보칼리오드-P (Vocaliod-P)"라는 보컬로이드 프로듀서는 주게무에서 영감을 받은 "주게무 시퀀서"라는 노래를 만들었다. 이 노래는 명예의 전당에 당도하였다.
가면 라이더 포제 21회에서는 JK와 류세이가 멤버 중 한 명과 이야기를 나눌 때 라쿠고 동아리가 연습하는 소리를 들을 수 있다.

## 비슷한 이야기와 공연
- 미국에서 출판된 유사한 이야기인 티키 티키 템보(Tikki Tikki Tembo) (1924년 이후의 변형)는 주게무 설화와 같은 이야기를 기반으로 한 것으로도 볼 수 있다.[5] "Long-Name-No-Can-Say"(이 이야기에서 아이의 이름은 니키 니키 템보(Nicki Nicki Tembo...)로 시작한다)[6]

- 1960년에 브라더스 포가 첫 앨범에 녹음 한 노래 〈사마 카마 와키 브라운〉(Edward C. Warren, George Goehring) (Sama Kama Wacky Brown)은 "Eddie Kucha Kacha Kama Tosa Nara Tosa Noma Sama Kama Wacky Brown"이라는 인물의 비극을 이야기한다.[7]

- 영국의 코미디 시리즈 몬티 파이튼의 날아다니는 서커스에서 지나치게 긴 이름이 여러 번 반복되는 유사한 스케치를 방영하였다. 그 에피소드는 "Johann Gambolputty([[:de:{{{3}}}|독일어판]])"이라는 이름의 독일 바로크 작곡가의 전기를 발표하는 것으로 알려진 뮤지컬 프로그램에 집중하였다. "de von Ausfern-schplenden-schiltter-crasscrenbon-fried-digger-dingle-dangle-dongle-dungle-burstein-von-knacker-thrasher-apple-banger-horowitz-ticolensic-grander-knotty-spelltinkle-grandlich-grumblemeyer -spelterwasser-kurstlich-himbleeisen-bahnwagen-gutenabend-bitte-ein-nürnburger-bratwustle-gerspurten-mitz-weimache-luber-hundsfut-gumeraber-shönendanker-kalbsfleisch-mittler-aucher von Hautkopft of Ulm."라는 이름이며, 이름을 말할 때마다 화자는 주게무처럼 그 이름이 끝날 때까지 말해야한다. 스케치는 호스트 아서 피기스(Arthur Figgis)로, 그레이엄 채프먼으로 시작한다. 아서 피기스는 프로그램을 소개한 뒤 그의 유일한 생존한 친척 칼(Karl)을 소개하기 전에 요한(Johann)의 전체 이름을 두 번 말한다. 아서가 칼의 이름을 계속 말하면서 카메라가 칼 자신과의 인터뷰를 자르고 중단된다 (테리 존스). 그의 나이 때문에 칼은 면접관 인 존 클리즈가 방해를 받고 그가 요한에 대해 가지고 있는 특별한 기억이 있다면 그에게 "그냥 빨리" 물어보기 전에 그의 아내 사라(Sarah)와 마찬가지로 요한의 모든 이름을 말하는 데 어려움을 겪는다. 그러나 요한의 이름을 두 번 말하는 데 걸리는 시간 때문에 칼은 면접관이 끝내기 전에 사망하게 된다. 면접관은 마이크를 내려놓고 채프먼과 수많은 다른 캐릭터들이 요한의 이름을 다시 한 번 말하면서 칼의 무덤을 파기 시작하는 것으로 막을 내린다.[8]